# Matthias Müller (orientista)
Matthias Müller (12 settembre 1982) è un orientista svizzero, attualmente dimorante a Winterthur.

## Biografia
Ha vinto i mondiali sprint del 2010 a Trondheim e si è classificato terzo nel 2011 e nel 2012. Nella staffetta ha vinto un bronzo nel 2010.
Alla Coppa del Mondo totale si è classificato secondo nel 2010.
È campione europeo a staffetta come membro della squadra svizzera nel 2010 a Primorsko e nel 2012 a Falun.

## Collegamenti esterni

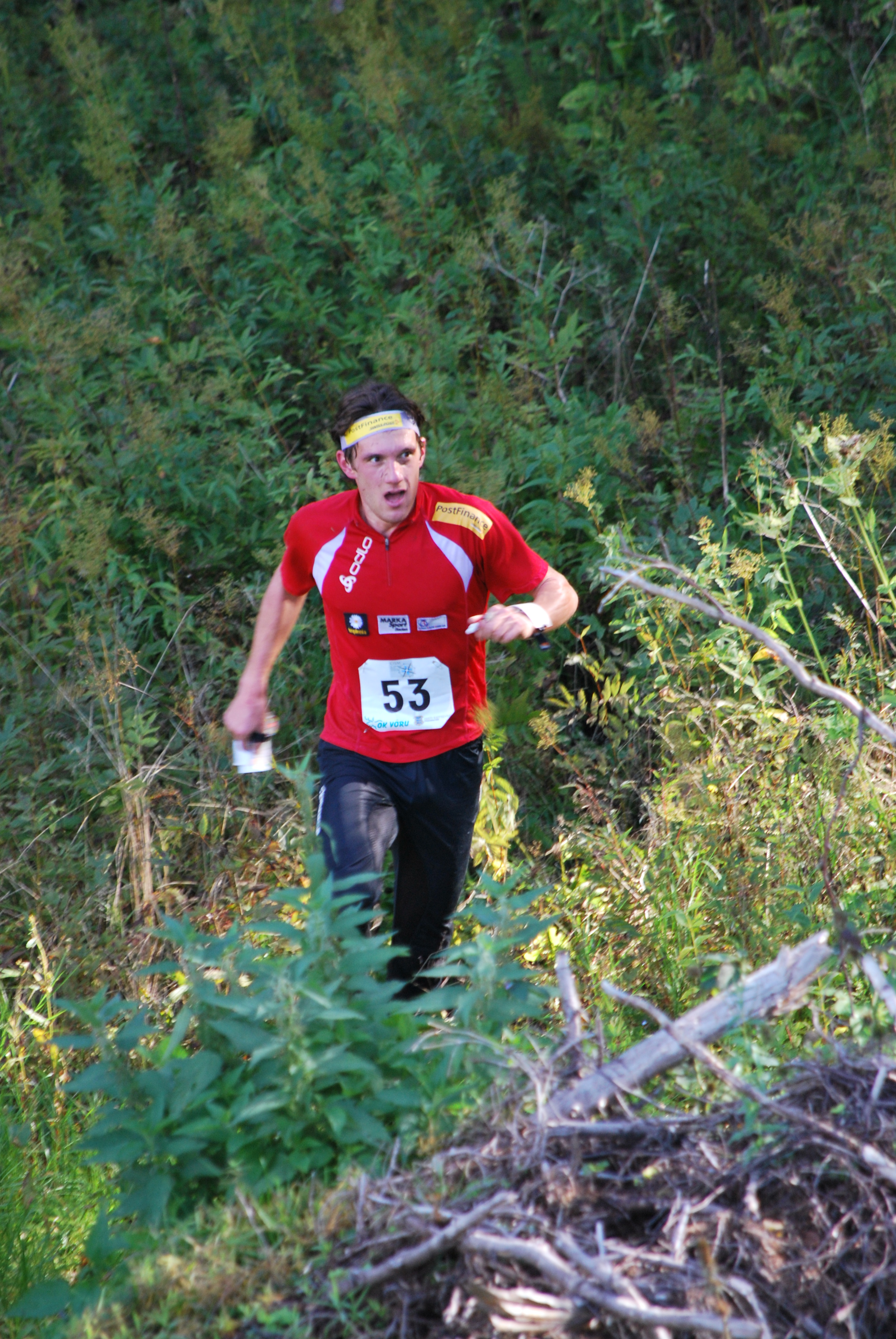
Matthias Müller in Estonia nel 2009